# WU-Beton
WU-Beton bezeichnet wasserundurchlässigen Beton.
Nach DIN 1045-2:2008–08 und DIN EN 206 (2017-01) (mit den Ergänzungen A1 und A2) wird Festbeton mit dieser besonderen Eigenschaft als „Beton mit hohem Wassereindringwiderstand“ bezeichnet.
WU-Beton wird beim Bau von Kellern, Wannen im Grundwasser, Rohrleitungen, Staumauern und Uferbefestigungen sowie von Wasserbehältern wie Wassertürmen, Schwimmbadbecken und Kläranlagen eingesetzt.
Damit auch die aus WU-Beton hergestellten Bauwerke wasserundurchlässig sind, sind weitere Anforderungen zu erfüllen, wie bei der weißen Wanne.
Bis die Überschussfeuchte des frischen Betons aus der sogenannten Austrocknungsschicht des Betonbauteils nach einigen Monaten bis Jahren durch Diffusion entwichen ist, gibt wasserundurchlässiger Beton Feuchtigkeit ab.
Um einen hohen Wassereindringwiderstand zu erreichen, ist die Dichtigkeit des Zementsteins entscheidend. Um die Poren im Beton zu reduzieren, darf der Wasserzementwert bei Bauteilen bis 40 cm Stärke nicht über 0,6 liegen, bei Bauteilen über 40 cm nicht über 0,7. Es empfiehlt sich den Wert aufgrund von unvermeidlichen Streuungen auf der Baustelle um 0,05 niedriger anzusetzen. WU-Beton verhindert den Durchtritt von flüssigem Wasser hauptsächlich durch die Wasserundurchlässigkeit des Zementsteins. Bei einem Kapillarporenraum von weniger als 20 Vol.-% verbinden sich die Kapillarporen in der Regel nicht mehr durchgängig, wodurch der Zementstein wasserundurchlässig wird. Die Diffusion von Wasserdampf wird ab einer Bauteilstärke von 200 mm ebenfalls unterbunden. Als zweite Bedingung muss durch Mischungsverhältnis, Betonierverfahren und Nachbehandlung des Grünen Betons dafür gesorgt werden, dass sich im Beton keine Risse mit mehr als einigen Zehntel Millimetern Breite bilden. 
Bei Verwendung von WU-Beton gegen drückendes Wasser, etwa im Grundwasserbereich, kann in der Regel auf eine zusätzliche Dichtungsschicht verzichtet werden.

## Feuchtetransport

Querschnitt durch eine Dichtwand. Damit sich Kapillarbereich und Austrocknungsschicht nicht überschneiden, ist eine Mindeststärke der Bauwerksabdichtung einzuhalten.

Nach neueren Untersuchungen lässt sich eine bis 25 mm starke Druckwasserzone vom anschließenden 5 bis 70 mm starken Kapillarbereich des Bauteils differenzieren. Soweit das Bauteil stark genug ist, den Wassertransport zu bremsen, kann der grüne Beton an der Luftseite des Bauteils langsam bis zur Gleichgewichtsfeuchte austrocknen. Solange sich die 40 bis 80 mm starke Austrocknungsschicht im Diffusionsbereich nicht mit dem Kapillarbereich überschneidet, findet im Kernbereich des Bauteils so gut wie kein Wassertransport statt.
Das Druckgefälle zwischen Innen- und Außenseite treibt Feuchtigkeit durch Permeation in die außenliegende Druckwasserzone.
Der weitere Transport der Feuchtigkeit beruht auf kapillarem Saugen aufgrund der Grenzflächenspannungen an den Porenwandungen und ist somit unabhängig vom hydrostatischen Druck des Wassers.
Zusätzlich bewegt sich Wasserdampf aufgrund von Partialdruckunterschieden (abhängig von relativer Luftfeuchte und Temperatur) per Diffusion durch das Porengefüge.
In bestimmten Fällen können schließlich Konzentrationsunterschiede von gelösten Stoffen im Wasser zu Osmose führen. Osmose tritt bei unbeschichtetem Beton jedoch kaum auf.

## Beanspruchungsklassen
Anders als die DIN 18195 unterscheidet die WU-Richtlinie nur zwei Beanspruchungsklassen.
Entweder muss das Bauwerk gegen in flüssiger Form anstehendes Wasser abgedichtet werden (unabhängig von den Druckverhältnissen) oder nur gegen kapillar gebundenes sowie an senkrechten Bauteilen herabsickerndes Wasser.
- Beanspruchungsklasse 1 (BKL-1), für ständiges und zeitweise drückendes Wasser (Grundwasser, Hochwasser, Schichtenwasser, zeitweise aufstauendes Sickerwasser), wie auch WU-Dächer
- Beanspruchungsklasse 2 (BKL-2), Bodenfeuchtigkeit und an der Wand ablaufendes Wasser (nichtstauendes Sickerwasser)

## Nutzungsklassen
Die WU-Richtlinie kennt drei Nutzungsklassen:
- Nutzungsklasse A (NKL-A), Standard im Wohnungsbau, Lagerräume mit hochwertiger Nutzung, mit zusätzlichen Maßnahmen auch Büros. Feuchtstellen auf der Bauteiloberfläche sind nicht zulässig. Ein Merkblatt des DBV unterscheidet weiter nach Qualitäten A* bis A***, welche durch zusätzliche Maßnahmen wie Wärmedämmung, Heizung, Lüftung, Klimatisierung und ggf. Luftentfeuchtung zu erreichen sind:[6]
  - A0: "untergeordnet" (z. B. für einfache Technikräume)
  - A*: "einfach" (z. B. für Hobbyräume, Werkstätten, Waschküchen, Wäschetrockenraum …)
  - A**: "normal" (z. B. für Versammlungs-, Büro-, Wohn-, Aufenthalts- oder Umkleideräume)
  - A***: "anspruchsvoll" (z. B. für Archive, Bibliotheken, Technikräume mit hohen Ansprüchen, Lager für feuchte- oder temperaturempfindliche Güter)
- Nutzungsklasse B (NKL-B), Garagen, Installationsschächte, Lagerräume mit geringen Anforderungen. Feuchtstellen mit Wasserdurchtritt (Wasserperlen) sind zulässig.
- Nutzungsklasse F (NKL-F), "freie Nutzungsklasse" mit weiteren nötigen Anforderungsklassen, welche z. B. im Bauvertrag festzulegen sind und über die der Planer den Bauherr aufzuklären hat.

In der Nutzungsklasse A können die Entwurfsgrundsätze B („Rissbreitenbegrenzung auf Werte, die Selbstheilung erwarten lassen“) und C wegen der damit verbundenen (zeitweiligen) Durchfeuchtung nur dann angewendet werden, wenn mit der Nutzung gewartet werden kann, bis die Selbstheilung eingetreten ist oder eine mechanische Lüftung und Beheizung die Feuchteabfuhr gewährleistet.

## Entwurfsgrundsätze
Hinsichtlich der Anforderungen an die Rissbreiten werden in der WU-Richtlinie die Entwurfsgrundsätze A, B und C aufgeführt.
A) Rissvermeidung, durch die Wahl geeigneter konstruktiver, betontechnischer und ausführungstechnischer Maßnahmen.
B) Rissverteilung - Für die BKL-1 werden zulässige Trennrissbreiten begrenzt, um den Wasserdurchtritt durch Selbstheilung der Risse verhindern zu können. Die zulässigen Rissbreiten richten sich nach dem Verhältnis Druckwasserhöhe zu Bauteildicke. In jedem Fall dürfen die Trennrissbreiten 0,2 mm nicht überschreiten. Es wird hierbei angenommen, dass durch die Wand hindurchtretendes Wasser einen Gefügeumbau und eine Selbstheilung der Risse bewirkt, solange der Beton noch nich vollständig abgebunden hat. Damit sich die Risse vor Nutzungsbeginn schließen, muss während der Rohbauphase von außen Wasser anstehen. Liegen lediglich wechselnde Wasserstände vor, kann es später noch zu einem begrenzten Wasserdurchtritt kommen. Bei der Nutzungsklasse A sollte nicht alleine auf die Selbstheilung der Risse vertraut werden.
C) Beim Entwurfsgrundsatz C werden lokal größere Trennrissbreiten zugelassen, die mit gesondert durchzuführenden Dichtungsmaßnahmen nachträglich verschlossen werden. Zur Reduzierung des Restrisikos kommt etwa an schlecht zugänglichen Bereichen die Anwendung von Frischbetonverbundfolien als zusätzliche Dichtungsschicht infrage.

## Weiße Wanne
Bei sogenannten „Weißen Wannen“ oder auch „WU-Wannen“ handelt es sich um ein von allen Seiten wasserundurchlässiges Bauwerk nur aus wasserundurchlässigem Beton ohne zusätzliche Dichtungsbahnen. Üblicherweise befindet es sich im Bereich des Grundwassers (Keller). Für ein wasserundurchlässiges Bauwerk braucht es mehr als nur die Verwendung von wasserundurchlässigem Beton. Auch in statischer Hinsicht muss gewährleistet sein, dass der Beton im Zustand 1, also ungerissen verbleibt. Risse müssen rechnerisch auf höchstens 0,2 mm begrenzt werden. Zudem müssen Arbeits- und Dehnfugen sicher abgedichtet werden.
Der Einbau des Betons muss sorgfältig und mit gründlicher Verdichtung durchgeführt werden. Des Weiteren ist eine sorgfältige Nachbehandlung des Betons sehr wichtig.
Die Trennrissbreite wird durch unterschiedliche Maßnahmen beeinflusst:
- Bauteilstärke
- Bauteilgröße / Abstand von Fugen (Sollrissfugen, Arbeitsfugen, Dehnfugen)
- Zwängungen aus Temperatur während des Abbindens (der Beton wird auf Grund der Abbindevorgänge warm und danach kühlt er wieder ab, wenn er bereits erhärtet ist)
- Betonrezeptur,
- Verwenden von Zement mit niedriger Wärmeentwicklung,
- Zwängungen aus Last, Menge und Art der Bewehrung (viele dünne Stähle sind günstiger als wenige dicke (=>mehr Risse aber kleinere), Mattenbewehrung ist vorteilhaft)
- Maßnahmen beim Einbau und der Nachbehandlung des Betons

In Deutschland regelt die Richtlinie des Deutschen Ausschusses für Stahlbeton (DAfStB) „Wasserundurchlässige Bauwerke aus Beton (WU-Richtlinie)“ (Dezember 2017) Bauwerke mit entsprechenden Eigenschaften. Für Österreich gibt es die Richtlinie „Wasserundurchlässige Betonbauwerke – Weiße Wannen“ (März 2009) der Österreichischen Vereinigung für Beton- und Bautechnik.

## Empfohlene Mindestbauteildicken
Die in der WU-Richtlinie empfohlenen Mindestbauteildicken richten sich nach der Beanspruchungsklasse, also der Art des auftretenden Wassers. Die Beanspruchungsklasse 1 gilt bei ständig und zeitweise drückendem Wasser. Die Beanspruchungsklasse 2 gilt bei Bodenfeuchte und an der Wand ablaufendem Wasser.
Die empfohlenen Mindestgesamtdicken von WU-Betonbauteilen in Millimetern lassen sich in der Tabelle ablesen:
| Bauteil                  | Beanspruchungsklasse | Ausführungsart | Ausführungsart                                             | Ausführungsart   |
| ------------------------ | -------------------- | -------------- | ---------------------------------------------------------- | ---------------- |
| Bauteil                  | Beanspruchungsklasse | Ortbeton (mm)  | Elementwände oder Elementdecken mit Ortbetonergänzung (mm) | Fertigteile (mm) |
| Wände                    | 1                    | 240            | 240                                                        | 200              |
| Wände                    | 2                    | 200            | 240                                                        | 100              |
| Bodenplatte              | 1                    | 250            | -                                                          | 200              |
| Bodenplatte              | 2                    | 150            | -                                                          | 100              |
| Dächer ohne Wärmedämmung | 1                    | 200            | 240                                                        | 180              |
| Dächer mit Wärmedämmung  | 1                    | 180            | 220                                                        | 160              |